# William Floyd
William Ali Floyd (Jacksonville, 17 febbraio 1972) è un ex giocatore di football americano statunitense che ha giocato nel ruolo di fullback per sette stagioni nella National Football League (NFL). Fu scelto nel corso del primo giro (28º assoluto) del Draft NFL 1994 dai 49ers. Al college ha giocato a football all’Università statale della Florida.

## Carriera professionistica
Floyd fu scelto come 28º assoluto nel Draft 1994 dai San Francisco 49ers, l'ultimo fullback della storia ad essere stato scelto nel primo giro. William contribuì alla vittoria di San Francisco nel Super Bowl XXIX durante il suo anno da rookie. Nel divisional round dei playoff contro i Chicago Bears auell'anno, egli divenne il primo e unico rookie a segnare tre touchdown in una gara di playoff. Un altro touchdown lo segnò nella finale della NFC, coi 49ers che vinsero 38-28 sui Dallas Cowboys dopo due frustranti sconfitte contro Dallas nelle due precedenti finali della NFC. Nel Super Bowl XXIX, Floyd corse 32 yard, ricevette 4 passaggi per 26 yard e segnò un touchdown nella vittoria di San Francisco 49-26.
La stagione di Floyd nel 1996 fu accorciata quando si ruppe tre legamenti del ginocchio destro rimanendo in lista infortunati per il resto dell'anno. Al momento dell'infortunio stava guidando la NFL con 47 ricezioni.
La sua carriera terminò coi Carolina Panthers dal 1998 al 2000. Nelle sue stagioni nella NFL, Floyd corse 1.141 yard, ricevette 191 passaggi per 1.427 yard, ritornò 1 kickoff per 22 yard e segnò 25 touchdown (20 su corsa e 5 su ricezione).

## Vittorie e premi
- Super Bowl : 1 Vincitore del Super Bowl XXIX
- Primo rookie della storia a segnare 3 touchdown in una gara di playoff

## Statistiche
| Yard su corsa     | 1.141 |
| Yard su ricezione | 1.427 |
| Touchdown totali  | 25    |